# Baie Lewis
La baie Lewis est une baie de l'île de Ross dans la mer de Ross. Sommairement, elle se situe entre le cap Bird et le cap Tennyson.